# نادي روستاوي لكرة السلة
نادي روستاوي لكرة السلة (بالجورجية: ენერჯი ინვესტი) هو فريق كرة سلة جورجي للمحترفين تأسس في سنة 1991 يقع مقره في روستاوي.

## الإنجازات
- دوري السوبر الجورجي لكرة السلة
  - الفوز (4): 2007، 2008، 2009، 2010
  - الوصافة (4): 1998، 1999، 2000، 2006
- كأس جورجيا 
  - الفوز (1): 2009

## وصلات خارجية
- الموقع الرسمي